# Brian Dandanell
Brian Dandanell (* 30. Juli 1964) ist ein dänischer Radsporttrainer und ehemaliger Bahnradsportler.
Brian Dandanell war von 1977 bis 1999 als Radsportler aktiv, von 1992 bis 1999 als Profi. Er bestritt Cyclocrossrennen und fuhr auf Straße und Bahn, wo er besonders erfolgreich war. Viermal wurde er dänischer Meister im Sprint, Keirin und im 1000-Meter-Zeitfahren. Zudem stand er bei dänischen und skandinavischen Meisterschaften häufig auf dem Podium. 1998 und 1999 siegte er im Grand Prix Kopenhagen.
Seit 2000 ist Dandanell als Trainer tätig. Von 2005 bis 2009 war Dandanell Sportlicher Leiter des Teams Capinordic.